# Larry Hart
Larry Hart (eigentlich Lawrence Thomas Hart; * 17. September 1946 in Kansas City, Missouri) ist ein ehemaliger US-amerikanischer Hammerwerfer.
1975 siegte er bei den Panamerikanischen Spielen in Mexiko-Stadt, und 1976 schied er bei den Olympischen Spielen in Montreal in der Qualifikation aus.
1976 wurde er US-Meister im Hammerwurf und US-Hallenmeister im Gewichtweitwurf. Seine persönliche Bestleistung von 68,84 m stellte er am 11. Juni in Westwood auf.